# Familia Mayo

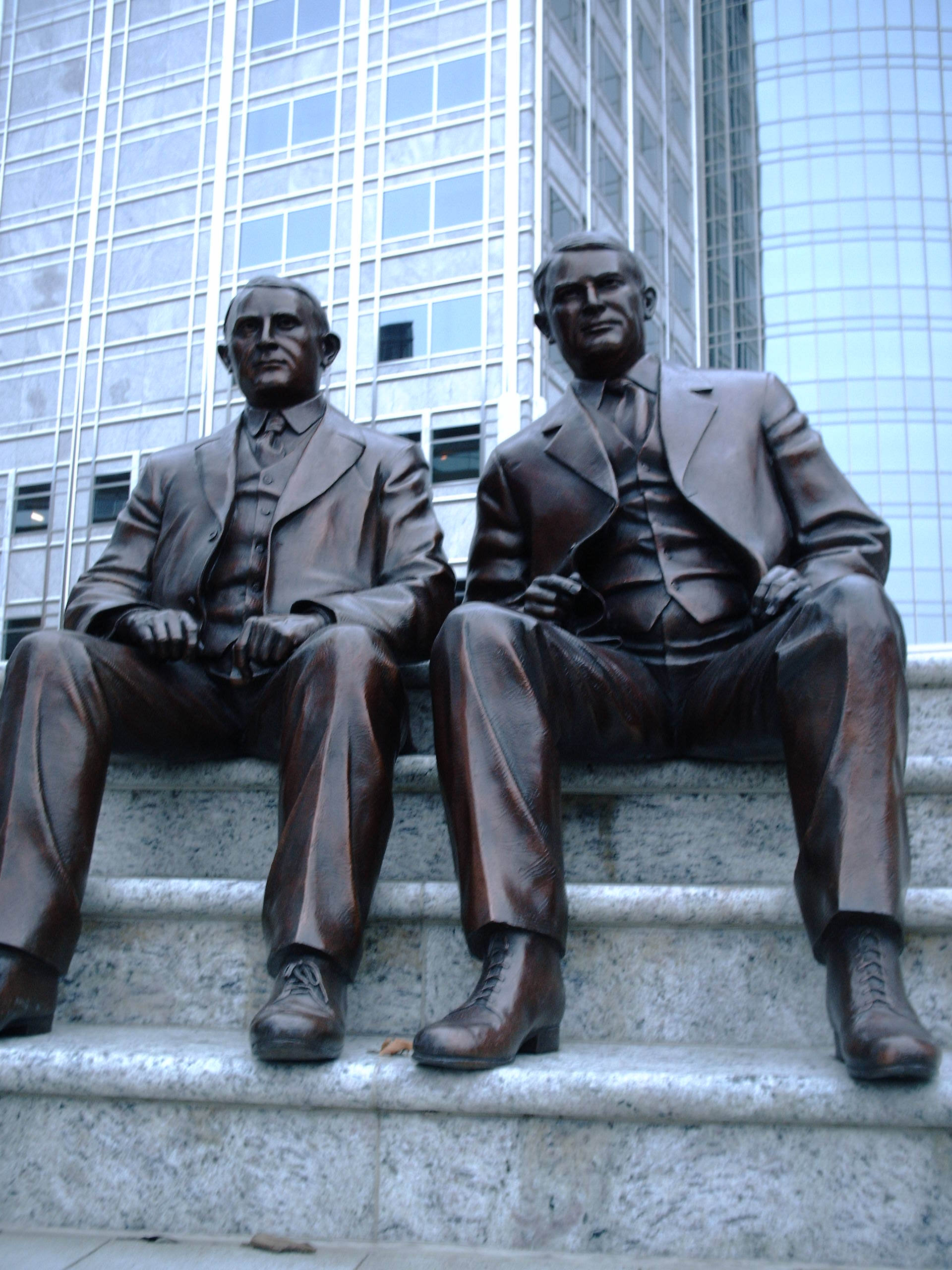
Estatua en bronce de los hermanos Mayo, "Dr. Will" y "Dr. Charlie", colocada en frente del edificio de la Clínica Mayo Gonda.

La familia Mayo fue una familia que alcanzó notoriedad en Estados Unidos a través de las actividades en la medicina del doctor William Worrall Mayo (1819–1911) y sus dos hijos, William James Mayo (1861–1939) y Charles Horace Mayo (1865–1939). El doctor William Worrall Mayo emigró desde Salford, Reino Unido, a Estados Unidos en 1846 y se convirtió en doctor.
En particular los doctores Mayo, Stinchfield, Graham, Henry Plummer, Millet, Judd y Balfour, fundaron la renombrada Clínica Mayo. Estos socios iniciales compartieron las ganancias de esta sociedad privada dedicada a la medicina, mientras que otros médicos y personal contratados por los socios eran asalariados. En 1919, este grupo creó la Mayo Properties Association, y su clínica privada se convirtió en una identidad sin fines de lucro. Los hermanos Mayo, que habían mantenido la propiedad de todas los edificios y mobiliarios de la Clínica, donaron todo a esta asociación que se constituyó.